# Caius Calpurnius Piso (praetor)
Caius Calpurnius Piso (? – Kr. e. 209 után) római politikus, a plebeius Calpurniusok nemzetségének tagja, a Piso família első ismert képviselője volt.
A második pun háború során, Kr. e. 216-ban részt vett a vesztes cannaei csatában, ahol fogságba esett. Két másik fogoly társaságában követségbe küldték a senatus elé, hogy tárgyaljon a római foglyok szabadon bocsátásáról, azonban a testület elzárkózott a dolog elől. Kr. e. 211-ben praetor urbanus lett, Kr. e. 210-ben propraetori rangban Etruria védelmére küldték, de Quintus Fulvius Flaccus dictator a capuai sereg élére irányította át. Kr. e. 209-ben ismét Etruria parancsnoka lett.
Praetori éve alatt javasolta, hogy ismételjék meg az előző évben Apollo tiszteletére tartott játékokat (ludi Apollinares), amit a senatus elfogadott, sőt határozatban rögzítette, hogy azontúl évente meg kell tartani a rendezvényt. Emiatt a későbbi Pisók által veretett pénzérmék között gyakran találkozni a versenyekre és Apollóra utaló veretekkel.
Fia, Caius Kr. e. 180-ban consuli rangra jutott.